# ONG-ización
El término ONG-ización (del inglés NGO-isation) se refiere a la capacidad de las llamadas organizaciones no gubernamentales (ONG) para despolitizar discursos y prácticas de movimientos sociales.
El término no se ha desarrollado académicamente, aunque ha sido utilizando por diversos autores, entre los que destaca la escritora india Arundhati Roy, quien habla de la ONG-ización de la resistencia, y más en general, de la ONG-ización de la política.

## Sentidos del término
Algunos sentidos en que el término puede usarse, relacionados entre ellos, son los siguientes:
1. ONG-ización de un movimiento:[2][3][4] Institucionalización de un movimiento social, por el cual se transforma en ONG, o comienza a utilizar las vías institucionales de participación política, especialmente el concurso de proyectos. Esto suele ir de la mano de la profesionalización y la tecnificación de los medios utilizados.
2. ONG-ización de la política: Despolitización, como vaciamiento del contenido político del concepto de ciudadano, esto es, “ser ciudadano se hace sinónimo de consumidor de determinados «servicios no gubernamentales» con ausencia absoluta de una conciencia de conflicto”,[5]
3. ONG-ización del sentido común: En relación con el concepto de Gramsci de hegemonía cultural, la ONG-ización conllevaría una tendencia a aprobar "por sentido común" toda acción aparentemente altruista como intrínsecamente positiva. Aquí, los medios de comunicación jugarían un papel importante en el "espectáculo de la miseria".[6]